# Joseph Guffens
Joseph Guffens, né le 25 mars 1895 à Saint-Josse-ten-Noode (Bruxelles) et mort le 21 juin 1973 à Bruxelles (Belgique), est un prêtre jésuite belge, missionnaire au Congo. Évêque coadjuteur du vicariat apostolique du Kwango en 1949, il est également le fondateur de la congrégation des Frères Joséphites de Kinzambi.

## Biographie

### Études et période de guerre
Né le 25 mars 1895 à Saint-Josse-ten-Noode, une commune de l’agglomération bruxelloise, Joseph Guffens fait ses études au collège Saint-Jean-Berchmans. Il entre au noviciat jésuite de Tronchiennes le 23 septembre 1913. Mais il est bientôt appelé sous les drapeaux. Engagé comme brancardier dès le début de la Première Guerre mondiale il est présent au service des blessés à la bataille de Haelen. Il passe 40 mois au front de l'Yser, attaché au 11e puis 10e de Ligne, dont cinq mois dans les tranchées. Il est blessé et gazé lors de l’offensive finale de 1918.

### Missionnaire au Congo belge
Plusieurs fois décoré et finalement démobilisé, Guffens reprend ses études: philologie classique et philosophie à Louvain. En 1921 il part une première fois pour le Congo belge, envoi en mission qui répond à sa demande personnelle. Il est envoyé au poste de Wombali, la première mission du Kwilu, à l’embouchure du Kwango. Ce sont ses premiers contacts avec les jeunes africains. Il y révélé des dons de compréhension et de pédagogie. Il y rencontre également Julien Banckaert, préfet apostolique du Kwango.
Guffens revient en Belgique pour l’étude de la théologie. Cela lui prend quatre ans (1924 à 1928). Cette période coïncide avec la naissance à Louvain du mouvement missiologique inspiré par Pierre Charles. Cela donne une orientation nouvelle à l’engagement missionnaire du jeune prêtre.  Il devient un collaborateur du célèbre missiologue. L’ordination sacerdotale, à Louvain le 24 août 1926, est suivie du Troisième an à Tronchiennes.
Le jeune missionnaire retourne alors au Congo et retrouve la mission du Kwango. Il est en poste d’abord à Totsi puis à Kikwit où il est le bras droit et confident de l’ancien préfet apostolique Stanislas De Vos. Associé à la direction du réseau d’écoles qui se crée dans la région il contribue à ce qu’elles s’adaptent mieux à la psychologie africaine.
Dans la même ligne d’une approche missionnaire moderne il songe à un clergé africain et ouvre à Wombali (en 1934) une école préparatoire au petit-séminaire, bientôt suivie d’un petit séminaire à Kinzambi (1937). À la même époque il ouvre un noviciat pour des frères religieux africains : cela deviendra la ‘Congrégation de frères joséphites’. Par d’autres initiatives encore Guffens cherche à former une élite congolaise. Pendant douze ans il se consacre à la formation intellectuelle et spirituelle des séminaristes et religieux africains. Certains d’entre eux souhaitent entrer dans la Compagnie de Jésus. Cependant le manque de personnel missionnaire empêche l’ouverture d’un tel noviciat avant la fin de la Seconde Guerre mondiale.
Le rapport sur le ‘Progrès de l’enseignement des Noirs’ qu’il prépare pour les évêques du Congo, en assemblée à Léopoldville (aujourd’hui Kinshasa) en 1945, est remarqué jusqu’à Rome. Les idées sont nouvelles et fort avancées pour l’époque: insistance sur la formation des élites et pour faire monter le niveau de l’enseignement : enseignement professionnel, développement des ‘Humanités’ et bientôt universitaire.

### Évêque coadjuteur du Vicaire apostolique
En 1948, le vicaire apostolique du Kwango, Henri Van Schingen, demande l’aide d’un Coadjuteur, pour des raisons de santé. Joseph Guffens est choisi Consacré évêque le 21 août 1949, au petit séminaire de Kinzambi, Guffens reçoit le siège titulaire de Germaniciana (de), en étant ‘Coadjuteur avec droit de succession’ du Vicariat de Kwango. Il prend comme devise ‘Préparer au Seigneur un peuple parfait’ (Lc 1:17).
Dans cette devise se retrouve tout son engagement pour le travail d’éducation et de formation de prêtres, religieux et laïcs compétents et zélés. Le jeune évêque utilise ses collaborateurs à la formation de guides imprégnés de foi chrétienne et d’esprit évangélique.

### Retour en Belgique
Sa santé laisse à désirer cependant. En 1953 Guffens présente sa démission. Pendant quelque temps il s’occupe des étudiants de la pré-université Lovanium mais il doit finalement rentrer en Belgique à la fin de 1954.
La préparation du pavillon des missions catholiques pour l’Exposition universelle de Bruxelles (de 1958) est sa nouvelle tâche: une entreprise de grande envergure et très neuve dans son dessein. Il ne s’agit pas d’exalter le travail des missionnaires belges et européens, mais bien de la croissance et émergence d’une Église africaine, avec ses perspectives d’avenir. Il fait venir un grand nombre de collaborateurs africains, prêtres, religieux et laïcs. Le chœur d'enfants katangais, les ‘Troubadours du Roi Baudouin’, est également présent.
Malgré ses forces déclinantes Joseph Guffens participe activement aux quatre sessions du concile Vatican II (1962-1965), intervenant dans les questions qui touchent l’évangélisation et les nouvelles Églises. Les perspectives qu’offre le décret ‘Ad Gentes’ l’enthousiasment. Sa présence à Rome durant le concile lui permet d’établir des contacts avec les jeunes évêques d’Afrique.
Dans les années qui suivent il guide encore des universitaires africains en Belgique, et accompagne à distance la croissance de la Congrégation des Frères Joséphites qui, le considérant comme leur fondateur, le consultent fréquemment. Il les aide à faire leur aggiornamento conciliaire.
Une chute, le 1er juin 1973, provoque la fracture du col du fémur. Hospitalisé et opéré, Joseph Guffens meurt quelques jours plus tard, le 21 juin 1973.